# Moje de bacalao

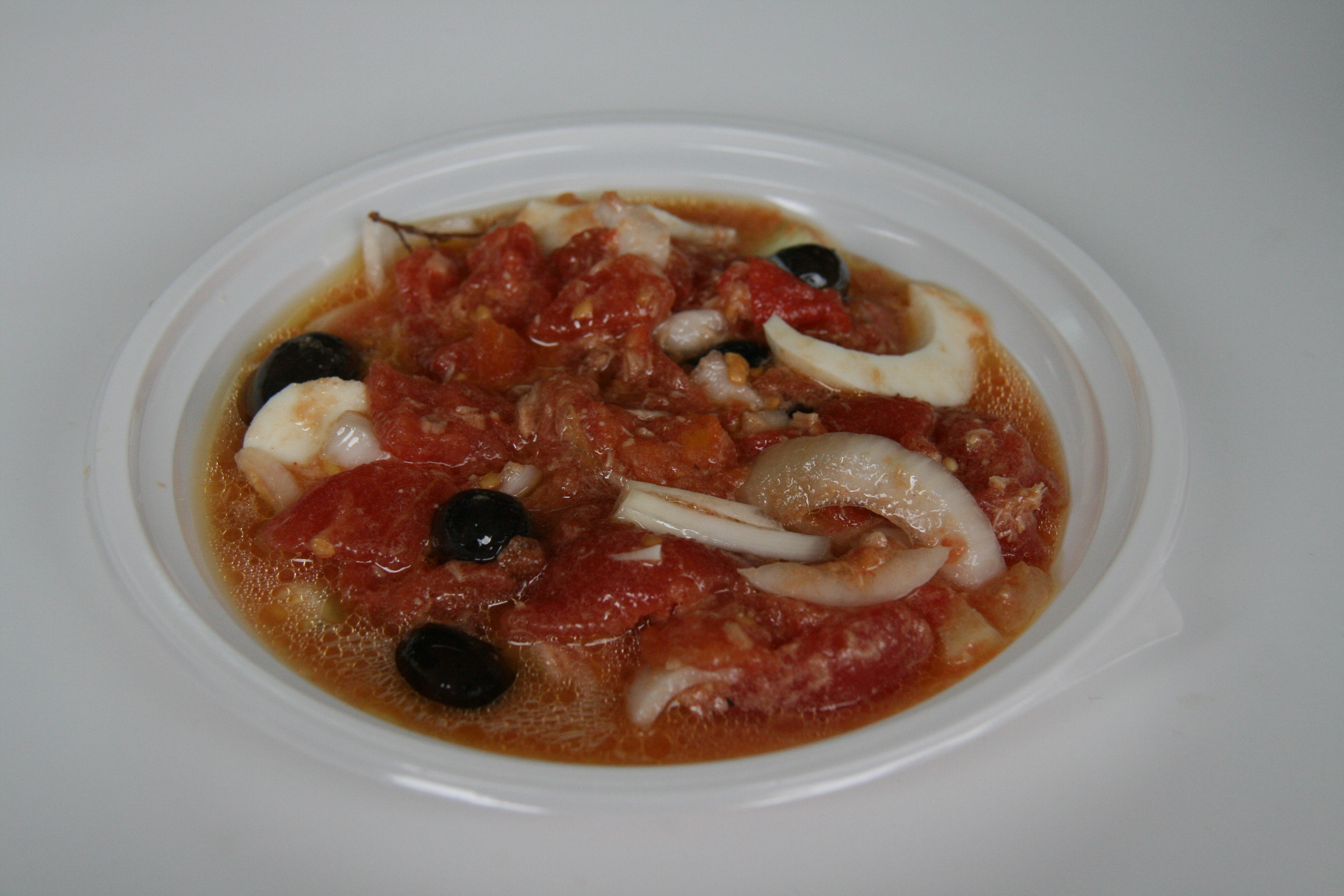
Moje de bacalao.

El Moje de bacalao es una especialidad de la cocina castellano-manchega y murciana, donde también se denomina ensalada murciana de bacalao. El principal ingreidentes del moje es el bacalao en salazón que se sirve acompañado de tomate.  Es un plato muy popular en poblaciones como Valdepeñas (Ciudad Real). 

## Características
La preparación comienza al ser desmigado el bacalao, tras ser una vez desalado en agua fría. Estas migas pasa por harina y se fríen. Al resultado se le añaden unos tomates troceados y picados. Cuando la mezcla está fría se agrega el aceite de oliva, miga de pan, y unos huevos batidos. Se cuece todo ello hasta que cuajen los huevos.